# Off-reservation trust land

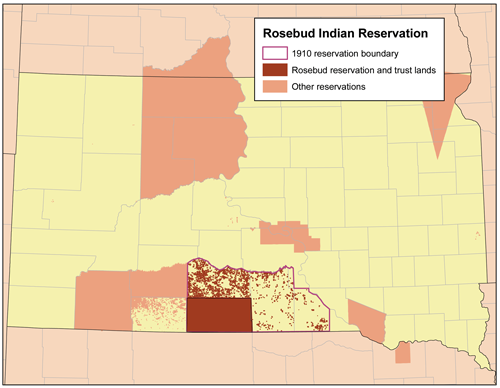
Karte der Rosebud Indian Reservation in South Dakota. Bei den gefleckten Gebieten auf der Karte handelt es sich oftmals um Off-reservation trust land. Oberhalb des roten Blocks in der Mitte unten befindet sich Mellette County.

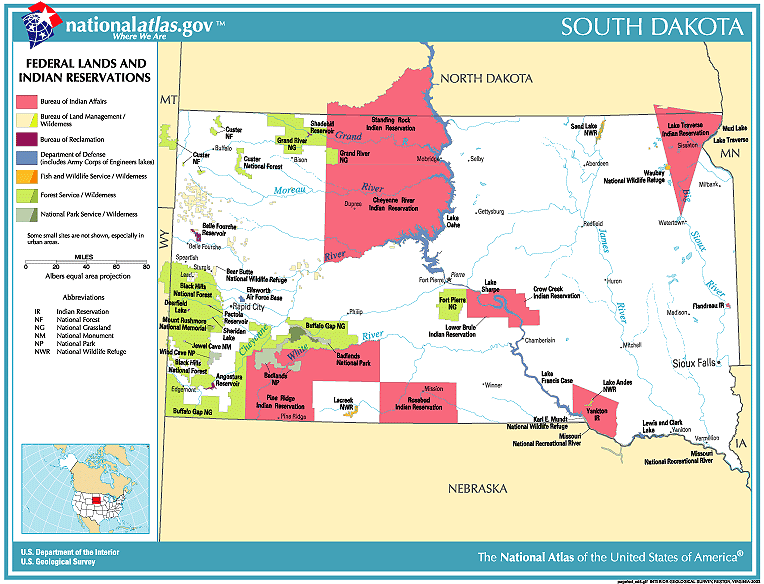
Eine andere Karte von South Dakota mit den offiziellen Grenzen von Rosebud. Die trust lands sind auf der Karte nicht vermerkt.

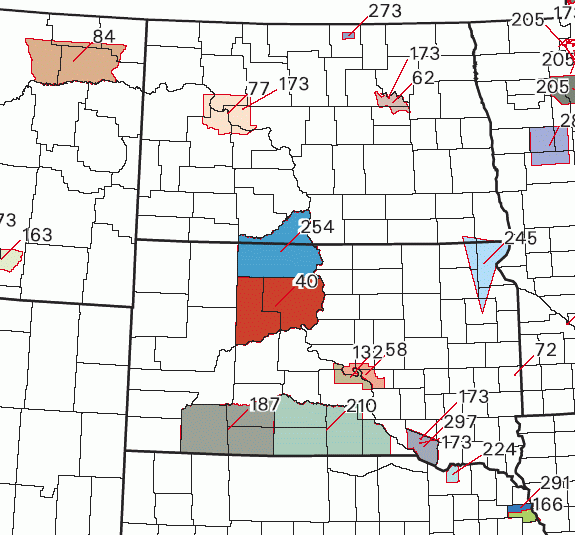
Interessant ist in diesem Zusammenhang die offizielle Karte des Bureau of Indian Affairs. Sie zeigt die Rosebud Reservation in ihren alten Grenzen.

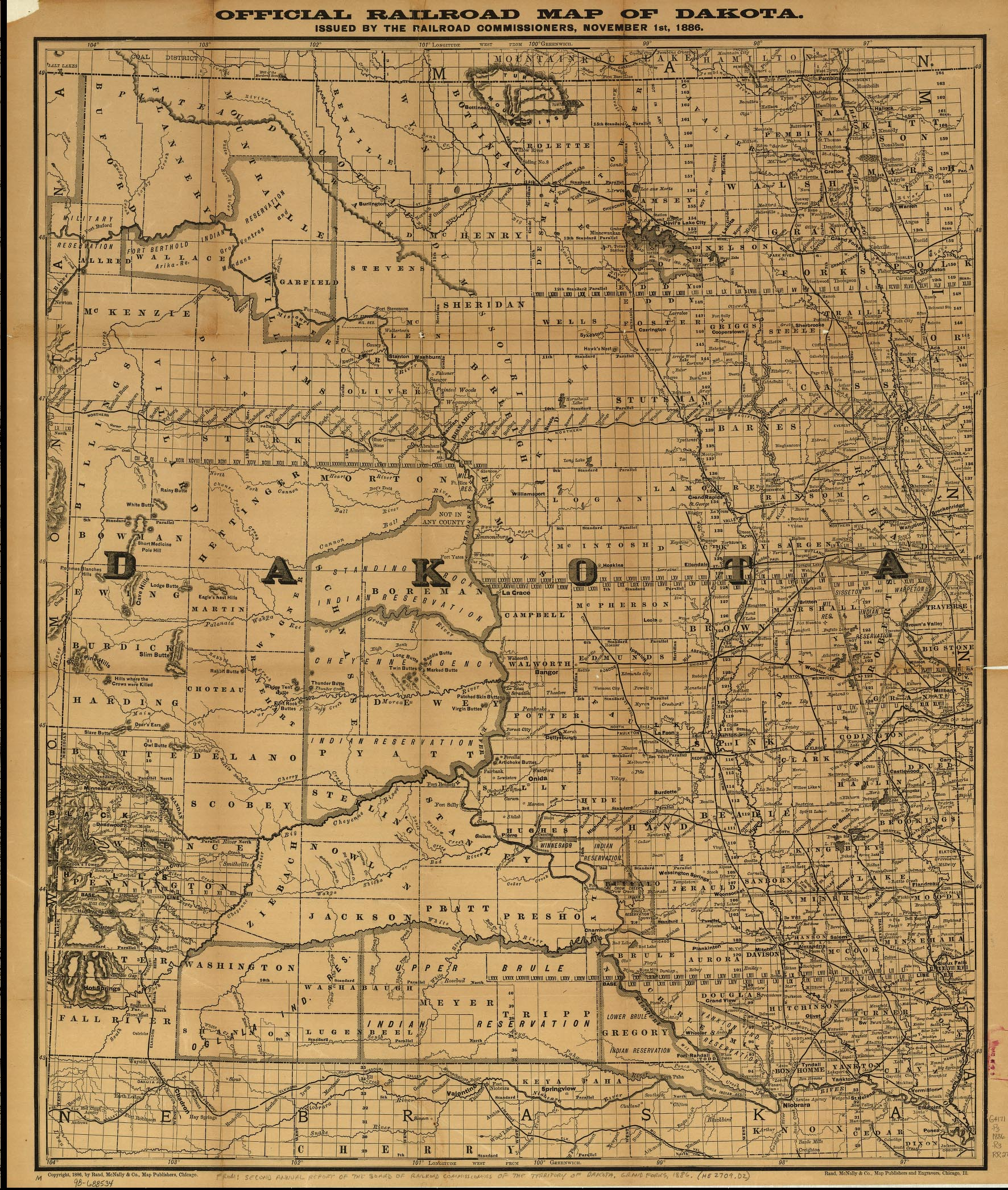
Historische Karte des Dakota-Territoriums, der zufolge Mellette County Bestandteil der Rosebud Indian Reservation war. (In der Karte als „Upper Brule Indian Reservation“ bezeichnet)

Off-reservation trust land ist ein rechtlicher Status aus dem amerikanischen Landrecht. Dabei handelt es sich um Grundstücke, deren formeller Eigentümer das Bureau of Indian Affairs (BIA), eine Abteilung des amerikanischen Innenministeriums, ist. Besitzer sind aber Indianerstämme oder individuelle Angehörige eines Indianerstammes. Formal liegen diese Grundstücke nicht innerhalb der Grenzen eines Indianerreservats, sondern außerhalb der Reservats-Grenzen. Das BIA gilt als Treuhänder (Trust) und verwaltet die Grundstücke im Namen der Indianer bzw. Indianer-Stämme. In Karten werden diese Gebiete manchmal als Indianer-Land markiert, manchmal aber auch nicht. In Google Maps zum Beispiel werden die Gebiete als solche markiert.
Fee Land ist das Gegenteil von Off-Reservation Trust Land.
Um Off-reservation trust lands zu verstehen, muss man sich mit dem Dawes Act von 1887 beschäftigen. Daneben gibt es noch Grundstücke, die ebenfalls diesen Status besitzen, aber nichts mit diesem Gesetz zu tun haben. Als Beispiel soll uns Mellette County South Dakota dienen, welches ursprünglich Teil der Rosebud Indian Reservation war. 1910 beschloss der US-Kongress, das Gebiet des County zusammen mit Gebieten der heutigen Jackson County und Bennett County für die Besiedlung durch weiße Siedler zu öffnen. Der US-Kongress verkleinerte damit die Fläche der Rosebud Reservation, da man der Meinung war, dass die Indianer viel zu viel Land beanspruchten. Die Maßnahme verfolgte hauptsächlich zwei Ziele: zum einen sollte so das Gemeinschaftsgefüge der Indianer gebrochen und die Indianer somit in die amerikanische Gesellschaft integriert werden. Die Indianer sollten Farmer werden. Als solche, so die offizielle Meinung, würden sie viel weniger Land brauchen, als sie für ihre traditionelle nicht-sesshafte Lebensweise als Jäger und Sammler beanspruchten. Im selben Jahr wurde das Gebiet von den Vermessern Sam Chilton und Blaine Scrivenin in Parzellen geteilt. Dabei rammten sie im Abstand einer halben Meile Stahlstäbe in den Boden. Sie reservierten auch Gebiete für zukünftige Siedlungen und Schulen. Da die Maßnahme rechtlich als Enteignung galt, die nach der Verfassung verboten war, erhielten individuelle Indianer 320 Acres und Kinder 160 Acres. Der Rest der Fläche wurde im Rahmen des Homestead Act an weiße Siedler verlost. Diese Landübergabe war jedoch an Bedingungen geknüpft. Die Parzellen wurden erst nach 25 Jahren Eigentum der individuellen Indianer. Die US-Regierung fungierte als Treuhänder. Das Land musste von den Besitzern bewirtschaftet werden, um in ihr Eigentum überzugehen. Aus verschiedenen Gründen bewirtschafteten die Indianer oftmals ihre Grundstücke aber nicht. Die Indianer selbst wehrten sich meist gegen ein Leben als Farmer. Diese sahen die Farmarbeit als unwürdig und einschränkend an. Auch waren die Flächen oft landwirtschaftlich gesehen wertlos und brachten keine Erträge. Auch entsprach dies nicht der Rechtsauffassung und der Kultur der Sioux-Indianer, die kein Grundeigentum kannten. Die Sioux zogen als Nomaden durch das Gebiet und kannten keine festen Siedlungen.
Die Grundstücke verblieben also im Eigentum des BIA, die diese Flächen aber nur treuhänderisch für den Stamm verwalteten. Besitzer der Flächen sind damit oftmals der Rosebud Sioux Tribe oder individuelle Mitglieder des Stammes, aber sie sind nicht Teil der Rosebud Reservation, deswegen Off-reservation trust land.
Eine zweite Möglichkeit, dass das Land diesen Status erhält, ist gegeben, wenn ein rechtlich anerkannter Stamm Grundstücke außerhalb seines Reservats kauft. Dies geschieht oft zur Errichtung von Spielcasinos, da allgemein Glücksspiele in den einzelnen Staaten der USA verboten sind. Anerkannte Stämme besitzen aber aufgrund ihres offiziellen Status als „Independent Nation“ eine Ausnahmestellung. Sie dürfen eigene Gesetze erlassen und Glücksspiele erlauben. Da die Reservate aber in abgelegenen Gegenden liegen, versuchen die Stämme Grundstücke in der Nähe von Ballungszentren zu erwerben und dort einen Spiel-Betrieb zu eröffnen. Da im Landtitel nicht der Stamm, sondern das BIA eingetragen wird, handelt es sich deshalb auch um Off-reservation trust lands.
Genauso wie Indianer-Reservate unterstehen die Off-reservation trust lands nicht dem Bundesstaat, auf welchem sie liegen. Es handelt sich um Gebiete der Bundesregierung, sie haben einen ähnlichen Status wie Puerto Rico, Guam und American Samoa, oder auch wie Washington DC. Aufgrund des Flickenteppichs in einigen Regionen der USA gestaltet sich die Verwaltung als recht problematisch. Besonders im Bereich der öffentlichen Sicherheit und Ordnung gibt es massive Probleme, da oftmals nicht klar ist, wer eigentlich zuständig ist. Oftmals besitzen die Reservate eigene Polizeieinheiten, die aber nur für ihre eigenen Stammes-Mitglieder zuständig sind. Darüber hinaus gibt es eigene BIA Polizei-Einheiten. Für Gebiete, die nicht dem BIA unterstellt sind, trägt die City, die County oder die Polizei des Bundesstaates die Verantwortung. Auch die Bundesbehörde FBI ist für die Gebiete zuständig. Die unklaren Verhältnisse erschweren die Verbrechensbekämpfung. Im Bereich der Gerichte sieht es nicht besser aus. Auch hier gibt es Reservate, die über ein eigenes Gerichtswesen verfügen. Und zuletzt führen die unklaren Verhältnisse zu Spannungen innerhalb der verschiedenen Bevölkerungsgruppen. In den letzten Jahren gab es Bestrebungen, die Probleme zu lösen. So stellte die Obama Administration 2 Milliarden Dollar zur Verfügung, damit die Stämme Grundstücke in diesen Fleckenteppichen kaufen können, um geschlossene Gebiete zu schaffen. Besonders der Bundesstaat South Dakota tut sich schwer diese Gebiete als Indianer-Land anzuerkennen. Streitigkeiten enden oft vor dem Obersten Gerichtshof der Vereinigten Staaten.